# Barbara Salesch – Das Strafgericht
Barbara Salesch – Das Strafgericht ist eine pseudo-dokumentarische Gerichtsshow des Senders RTL und die Neuauflage der Sendung Richterin Barbara Salesch, welche zwischen 1999 und 2012 auf Sat.1 ausgestrahlt wurde. Die Sendung zeigt fiktive Gerichtsverhandlungen in Strafsachen. Die Erstausstrahlung der ersten Staffel fand im Zeitraum von September bis November 2022 statt. Nach erfolgreichen Quoten wurden am 2. November 2022 weitere Staffeln bestellt, die seit dem 7. Dezember 2022 ausgestrahlt werden. Jede Staffel umfasst jeweils 50 Folgen. Am 14. Mai 2025 wurde bereits die 400. Folge gesendet. Ein Prime Time Spezial wurde zudem am 10. Juni 2025 bei RTL gesendet.

## Geschichte
Rund zehn Jahre nach Ausstrahlung der Sat.1-Serie Richterin Barbara Salesch verkündete RTL im Juni 2022 die Rückkehr von Barbara Salesch, einer deutschen Juristin und ehemaligen Richterin. Nach anfänglichem Zögern sagte Salesch der Produktion von rund 50 Episoden zu. Wie die Erstauflage, wird auch die Neuauflage von filmpool entertainment produziert. Neben Salesch sind auch Bernd Römer, der mittlerweile zum Oberstaatsanwalt befördert wurde, sowie Tijen Kortak, Malte Höch und Ulrike Tašić als Rechtsanwälte bei der Neuauflage vertreten, welche bereits in der Sat.1-Produktion auftraten.
Vorbild der Produktion ist damals wie heute die amerikanische Gerichtsshow Judge Judy, die bis 2021 in Amerika ausgestrahlt und nach 25 Jahren eingestellt wurde.

## Besetzung
| Funktion     | Person            | Jahren    |
| ------------ | ----------------- | --------- |
| Richter      | Barbara Salesch   | seit 2022 |
| Staatsanwalt | Bernd Römer       | seit 2022 |
| Verteidiger  | Malte Höch        | seit 2022 |
| Verteidiger  | Ulrike Tasić      | seit 2022 |
| Verteidiger  | Tijen Kortak      | seit 2022 |
| Verteidiger  | Michael Noll      | seit 2022 |
| Verteidiger  | Matthias Klagge   | 2022–2023 |
| Verteidiger  | Veit Strittmatter | 2022      |

- Frau Schuster (als Protokollführerin)
- Herr Ries (als Justizwachtmeister)
- Frau Werner (als Justizwachtmeisterin)
- Frau Schneider (als Justizwachtmeisterin)
- Herr Singh (als Justizwachtmeister)

In der 49. Folge (Staffel 1) vom 14. November 2022 trat der aus der Gerichtsshow Das Familiengericht bekannte Rechtsanwalt Matthias Klagge auf und vertrat die Nebenklage des Opfers. In dieser Folge hat Barbara Salesch zu Matthias Klagge vor der Verhandlung in ihrem Richterzimmer gesagt, dass sie ihn vom Familiengericht kenne. In Staffel 2 (Februar 2023) tritt er als Strafverteidiger auf. In der Folge vom 22. Februar 2023 musste Oberstaatsanwalt Römer den Rechtsanwalt Klagge sarkastisch darauf hinweisen, dass man sich beim Strafgericht befinde und nicht beim Familiengericht.
In der 6. Folge vom 12. September 2022 trat Michael Noll bereits als Verteidiger auf, ist jedoch erst seit Staffel 2 regelmäßig als Strafverteidiger dabei.
In der Folge vom 13. Dezember 2023 trat Tijen Kortak nicht wie üblich als Strafverteidigerin auf, sondern als Geschädigte und Nebenklägerin.

## Drehorte
Als Drehort fungiert größtenteils ein fiktionaler Gerichtssaal, eine speziell für die Sendung angefertigte Kulisse. Nebenschauplätze sind das Richterzimmer von Salesch sowie verschiedene Orte im Gerichtsgebäude. Die Dreharbeiten finden in den MMC Studios Cologne in Köln-Ossendorf statt.

## Ausstrahlung
Mit Beginn der Ausstrahlung am 5. September 2022 wurde die Sendung zunächst werktäglich um 11:00 Uhr ausgestrahlt. Aufgrund der guten Quoten bei RTL, werden die neuen Folgen der Gerichtsverhandlungen seit dem 10. Oktober 2022 auf dem 15:00 Sendeplatz gezeigt.
Um 11:00 Uhr läuft seither werktags die Wiederholung vom Vortag. Seit dem 22. April 2023 werden zusätzlich auch samstags ab ca. 11:45 Uhr Doppelfolgen bei RTL gesendet. Dabei handelt es sich ebenfalls um Wiederholungen.

## Reichweite
Die erste Episode der Serie lag mit 12,9 Prozent Marktanteil und insgesamt 0,49 Millionen Zuschauern über dem Durchschnitt der bisherigen Sendung Chefkoch TV auf dem gleichen Sendeplatz. Mit der 16. Folge vom 27. September 2022 wurde mit 0,56 Millionen Zuschauern und einem Marktanteil von 14,2 Prozent in der relevanten Zielgruppe die bislang erfolgreichste Folge der ersten Staffel erreicht. Eine Wiederholung einer Folge aus der ersten Staffel konnte am 5. Dezember 2022 mit einer Reichweite von 0,92 Millionen Zuschauern einen neuen Reichweitenrekord aufstellen.
Die Folge vom 1. Februar 2023 konnte einen neuen Allzeitrekord von 15,8 Prozent Marktanteil in der Zielgruppe generieren. Insgesamt haben eine knappe Million Zuschauer die Sendung gesehen. Abermals konnte eine Folge am 10. Juli 2023 mit einem Marktanteil in der Zielgruppe von knapp 19 % einen neuen Rekord aufstellen, obwohl es sich lediglich um eine Wiederholung handelte.
Mit 1,1 Mio. Zuschauern konnte die Folge vom 8. März 2023 erneut einen neuen Reichweitenrekord aufstellen.

## Kritik
Quotenmeter.de betitelt die Kritik mit dem Titel: Barbara Salesch ist zurück: Auf Spurensuche nach dem Niveau.
DWDL.de dagegen schreibt: Barbara Salesch: Die wahre Königin des Retro-Trends.